# Stamboom Margriet van Oranje-Nassau (1943)
Dit is de stamboom van Margriet van Oranje-Nassau (1943).
| Stamboom Margriet van Oranje-Nassau (1943)                             | Stamboom Margriet van Oranje-Nassau (1943) | Stamboom Margriet van Oranje-Nassau (1943) | Stamboom Margriet van Oranje-Nassau (1943) | Stamboom Margriet van Oranje-Nassau (1943) | Stamboom Margriet van Oranje-Nassau (1943)                                                    | Stamboom Margriet van Oranje-Nassau (1943)                                                    | Stamboom Margriet van Oranje-Nassau (1943)                                                    | Stamboom Margriet van Oranje-Nassau (1943)                                                    | Stamboom Margriet van Oranje-Nassau (1943)                                                                 | Stamboom Margriet van Oranje-Nassau (1943)                                                                 | Stamboom Margriet van Oranje-Nassau (1943)                                                                 | Stamboom Margriet van Oranje-Nassau (1943)                                                                 | Stamboom Margriet van Oranje-Nassau (1943) | Stamboom Margriet van Oranje-Nassau (1943) | Stamboom Margriet van Oranje-Nassau (1943) | Stamboom Margriet van Oranje-Nassau (1943) |
| ---------------------------------------------------------------------- | --- | --- | --- | --- | --------------------------------------------------------------------------------------------- | --------------------------------------------------------------------------------------------- | --------------------------------------------------------------------------------------------- | --------------------------------------------------------------------------------------------- | --- | --- | --- | --- | --- | --- | --- | --- |
| Betbetovergrootouders                                                  | Wilhelm van Lippe-Biesterfeld (1777-1840) x 1803 Dorothea Von Unruh (1781-1854)                                                                           | Friedrich van Castell-Castell (1791-1875) x 1816 Friederike van Hohenlohe Langenburg (1793-1859)                                                          | Caesar Von Wartensleben (1785-1851) x 1809 Friederike Von Gfug (1789-1831)                                                                                | Arnold Halbach (1787-1860) x 1821 Johanna Bohlen (1800-1882)                                                                                              | Friedrich Von Cramm (1768-1815) x 1811 Charlotte Von Uetterodt (1786-1858)                    | Philip Von Cramm (1762-1820) x 1816 Philippine Von Griesheim (1790-1886)                      | Kaspar Von Sierstorpff Driburg (1750-1842) x 1810 Charlotte Von Vincke (1780-1833)            | Ludwig von Vincke (1774-1844) x 11810 Eleonore von Syberg (1788-1826)                         | Frederik Lodewijk van Mecklenburg-Schwerin (1778-1819) x 1799 Helena Pavlovna Romanov (1784-1803)          | Frederik Willem III van Pruisen (1770-1840) x 1793 Louise van Mecklenburg-Strelitz (1776-1810)             | Karel Günther van Schwarzburg-Rudolstadt (1771-1825) x 1793 Louise van Hessen-Homburg (1772-1854)          | Otto Victor van Schönburg (1785-1859) x 1817 Thecla van Schwarzburg-Rudolstadt (1795-1861)                 | Willem I van Oranje-Nassau (1772-1843) x 1791 Wilhelmina van Pruisen (1774-1837)                                                                       | Paul I Romanov (1754-1801) x 1776 Sophia Dorothea van Württemberg (1759-1828) Maria Fjodorovna                                                         | George van Waldeck-Pyrmont (1789-1845) x 1823 Emma van Anhalt-Bernburg-Schaumburg-Hoym (1802-1858)                                                     | Wilhelm van Nassau (1792-1839) x 1829 Pauline van Württemberg (1810-1856)                                                                              |
| Betovergrootouders                                                     | Julius van Lippe-Biesterfeld (1812-1844) x 1839 Adelaide van Castell-Castell (1818-1900)                                                                  | Julius van Lippe-Biesterfeld (1812-1844) x 1839 Adelaide van Castell-Castell (1818-1900)                                                                  | Leopold van Wartensleben (1818-1846) x 1841 Mathilde Halbach (1822-1848)                                                                                  | Leopold van Wartensleben (1818-1846) x 1841 Mathilde Halbach (1822-1848)                                                                                  | Adold van Cramm (1812-1879) x 1839 Hedwig van Cramm (1819-1891)                               | Adold van Cramm (1812-1879) x 1839 Hedwig van Cramm (1819-1891)                               | Ernst Eberhard van Sierstorpff-Driburg (1813-1855) x 1844 Karoline van Vincke (1822-1870)     | Ernst Eberhard van Sierstorpff-Driburg (1813-1855) x 1844 Karoline van Vincke (1822-1870)     | Paul Frederik van Mecklenburg-Schwerin (1800-1842) x 1822 Alexandrine van Pruisen (1803-1892)              | Paul Frederik van Mecklenburg-Schwerin (1800-1842) x 1822 Alexandrine van Pruisen (1803-1892)              | Frans Frederik van Schwarzburg-Rudolstadt (1801-1875) x 1847 Mathilda van Schönburg-Waldenburg (1826-1914) | Frans Frederik van Schwarzburg-Rudolstadt (1801-1875) x 1847 Mathilda van Schönburg-Waldenburg (1826-1914) | Willem II van Oranje-Nassau (1792-1849) x 1816 Anna Romanov (1795-1865)                                                                                | Willem II van Oranje-Nassau (1792-1849) x 1816 Anna Romanov (1795-1865)                                                                                | George Victor van Waldeck-Pyrmont (1831-1893) x 1853 Helena van Nassau (1831-1888)                                                                     | George Victor van Waldeck-Pyrmont (1831-1893) x 1853 Helena van Nassau (1831-1888)                                                                     |
| Overgrootouders                                                        | Ernst Casimir van Lippe-Biesterfeld (1842-1904) x 1869 Caroline van Wartensleben (1844-1905)                                                              | Ernst Casimir van Lippe-Biesterfeld (1842-1904) x 1869 Caroline van Wartensleben (1844-1905)                                                              | Ernst Casimir van Lippe-Biesterfeld (1842-1904) x 1869 Caroline van Wartensleben (1844-1905)                                                              | Ernst Casimir van Lippe-Biesterfeld (1842-1904) x 1869 Caroline van Wartensleben (1844-1905)                                                              | Aschwin van Sierstorpff-Cramm (1846-1909) x 1872 Hedwig van Sierstorpff (1848-1900)           | Aschwin van Sierstorpff-Cramm (1846-1909) x 1872 Hedwig van Sierstorpff (1848-1900)           | Aschwin van Sierstorpff-Cramm (1846-1909) x 1872 Hedwig van Sierstorpff (1848-1900)           | Aschwin van Sierstorpff-Cramm (1846-1909) x 1872 Hedwig van Sierstorpff (1848-1900)           | Frederik Frans II van Mecklenburg-Schwerin (1823-1883) x 1868 Marie van Schwarzburg-Rudolstadt (1850-1922) | Frederik Frans II van Mecklenburg-Schwerin (1823-1883) x 1868 Marie van Schwarzburg-Rudolstadt (1850-1922) | Frederik Frans II van Mecklenburg-Schwerin (1823-1883) x 1868 Marie van Schwarzburg-Rudolstadt (1850-1922) | Frederik Frans II van Mecklenburg-Schwerin (1823-1883) x 1868 Marie van Schwarzburg-Rudolstadt (1850-1922) | Willem III van Oranje-Nassau (1817-1890) x 1879 Emma van Waldeck-Pyrmont (1858-1934)                                                                   | Willem III van Oranje-Nassau (1817-1890) x 1879 Emma van Waldeck-Pyrmont (1858-1934)                                                                   | Willem III van Oranje-Nassau (1817-1890) x 1879 Emma van Waldeck-Pyrmont (1858-1934)                                                                   | Willem III van Oranje-Nassau (1817-1890) x 1879 Emma van Waldeck-Pyrmont (1858-1934)                                                                   |
| Grootouders                                                            | Bernhard van Lippe-Biesterfeld (1872-1934) x 1909 Armgard van Sierstorpff-Cramm (1883-1971)                                                               | Bernhard van Lippe-Biesterfeld (1872-1934) x 1909 Armgard van Sierstorpff-Cramm (1883-1971)                                                               | Bernhard van Lippe-Biesterfeld (1872-1934) x 1909 Armgard van Sierstorpff-Cramm (1883-1971)                                                               | Bernhard van Lippe-Biesterfeld (1872-1934) x 1909 Armgard van Sierstorpff-Cramm (1883-1971)                                                               | Bernhard van Lippe-Biesterfeld (1872-1934) x 1909 Armgard van Sierstorpff-Cramm (1883-1971)   | Bernhard van Lippe-Biesterfeld (1872-1934) x 1909 Armgard van Sierstorpff-Cramm (1883-1971)   | Bernhard van Lippe-Biesterfeld (1872-1934) x 1909 Armgard van Sierstorpff-Cramm (1883-1971)   | Bernhard van Lippe-Biesterfeld (1872-1934) x 1909 Armgard van Sierstorpff-Cramm (1883-1971)   | Hendrik van Mecklenburg-Schwerin (1876-1934) x 1901 Wilhelmina van Oranje-Nassau (1880-1962)               | Hendrik van Mecklenburg-Schwerin (1876-1934) x 1901 Wilhelmina van Oranje-Nassau (1880-1962)               | Hendrik van Mecklenburg-Schwerin (1876-1934) x 1901 Wilhelmina van Oranje-Nassau (1880-1962)               | Hendrik van Mecklenburg-Schwerin (1876-1934) x 1901 Wilhelmina van Oranje-Nassau (1880-1962)               | Hendrik van Mecklenburg-Schwerin (1876-1934) x 1901 Wilhelmina van Oranje-Nassau (1880-1962)                                                           | Hendrik van Mecklenburg-Schwerin (1876-1934) x 1901 Wilhelmina van Oranje-Nassau (1880-1962)                                                           | Hendrik van Mecklenburg-Schwerin (1876-1934) x 1901 Wilhelmina van Oranje-Nassau (1880-1962)                                                           | Hendrik van Mecklenburg-Schwerin (1876-1934) x 1901 Wilhelmina van Oranje-Nassau (1880-1962)                                                           |
| Ouders                                                                 | Bernhard van Lippe-Biesterfeld (1911-2004) x 1937 Juliana van Oranje-Nassau (1909-2004)                                                                   | Bernhard van Lippe-Biesterfeld (1911-2004) x 1937 Juliana van Oranje-Nassau (1909-2004)                                                                   | Bernhard van Lippe-Biesterfeld (1911-2004) x 1937 Juliana van Oranje-Nassau (1909-2004)                                                                   | Bernhard van Lippe-Biesterfeld (1911-2004) x 1937 Juliana van Oranje-Nassau (1909-2004)                                                                   | Bernhard van Lippe-Biesterfeld (1911-2004) x 1937 Juliana van Oranje-Nassau (1909-2004)       | Bernhard van Lippe-Biesterfeld (1911-2004) x 1937 Juliana van Oranje-Nassau (1909-2004)       | Bernhard van Lippe-Biesterfeld (1911-2004) x 1937 Juliana van Oranje-Nassau (1909-2004)       | Bernhard van Lippe-Biesterfeld (1911-2004) x 1937 Juliana van Oranje-Nassau (1909-2004)       | Bernhard van Lippe-Biesterfeld (1911-2004) x 1937 Juliana van Oranje-Nassau (1909-2004)                    | Bernhard van Lippe-Biesterfeld (1911-2004) x 1937 Juliana van Oranje-Nassau (1909-2004)                    | Bernhard van Lippe-Biesterfeld (1911-2004) x 1937 Juliana van Oranje-Nassau (1909-2004)                    | Bernhard van Lippe-Biesterfeld (1911-2004) x 1937 Juliana van Oranje-Nassau (1909-2004)                    | Bernhard van Lippe-Biesterfeld (1911-2004) x 1937 Juliana van Oranje-Nassau (1909-2004)                                                                | Bernhard van Lippe-Biesterfeld (1911-2004) x 1937 Juliana van Oranje-Nassau (1909-2004)                                                                | Bernhard van Lippe-Biesterfeld (1911-2004) x 1937 Juliana van Oranje-Nassau (1909-2004)                                                                | Bernhard van Lippe-Biesterfeld (1911-2004) x 1937 Juliana van Oranje-Nassau (1909-2004)                                                                |
| Margriet van Oranje-Nassau (1943) x 1967 Pieter van Vollenhoven (1939) | | | | |                                                                                               |                                                                                               |                                                                                               |                                                                                               | | | | | | | | |
| Kinderen                                                               | Maurits (1968) x 1998 Marilène van den Broek (1970) | Maurits (1968) x 1998 Marilène van den Broek (1970) | Maurits (1968) x 1998 Marilène van den Broek (1970) | Maurits (1968) x 1998 Marilène van den Broek (1970) | Bernhard jr (1969) x 2000 Annette Sekrève (1972)                                              | Bernhard jr (1969) x 2000 Annette Sekrève (1972)                                              | Bernhard jr (1969) x 2000 Annette Sekrève (1972)                                              | Bernhard jr (1969) x 2000 Annette Sekrève (1972)                                              | Pieter Christiaan (1972) x 2005 Anita van Eijk (1969)                                                      | Pieter Christiaan (1972) x 2005 Anita van Eijk (1969)                                                      | Pieter Christiaan (1972) x 2005 Anita van Eijk (1969)                                                      | Pieter Christiaan (1972) x 2005 Anita van Eijk (1969)                                                      | Floris (1975) x 2005 Aimée Söhngen (1977) | Floris (1975) x 2005 Aimée Söhngen (1977) | Floris (1975) x 2005 Aimée Söhngen (1977) | Floris (1975) x 2005 Aimée Söhngen (1977) |
| Kleinkinderen                                                          | Anna van Lippe-Biesterfeld van Vollenhoven (2001) Lucas van Lippe-Biesterfeld van Vollenhoven (2002) Felicia van Lippe-Biesterfeld van Vollenhoven (2005) | Anna van Lippe-Biesterfeld van Vollenhoven (2001) Lucas van Lippe-Biesterfeld van Vollenhoven (2002) Felicia van Lippe-Biesterfeld van Vollenhoven (2005) | Anna van Lippe-Biesterfeld van Vollenhoven (2001) Lucas van Lippe-Biesterfeld van Vollenhoven (2002) Felicia van Lippe-Biesterfeld van Vollenhoven (2005) | Anna van Lippe-Biesterfeld van Vollenhoven (2001) Lucas van Lippe-Biesterfeld van Vollenhoven (2002) Felicia van Lippe-Biesterfeld van Vollenhoven (2005) | Isabella van Vollenhoven (2002) Samuel van Vollenhoven (2004) Benjamin van Vollenhoven (2008) | Isabella van Vollenhoven (2002) Samuel van Vollenhoven (2004) Benjamin van Vollenhoven (2008) | Isabella van Vollenhoven (2002) Samuel van Vollenhoven (2004) Benjamin van Vollenhoven (2008) | Isabella van Vollenhoven (2002) Samuel van Vollenhoven (2004) Benjamin van Vollenhoven (2008) | Emma Francisca Catharina van Vollenhoven (2006) Pieter Anton Maurits Erik van Vollenhoven (2008)           | Emma Francisca Catharina van Vollenhoven (2006) Pieter Anton Maurits Erik van Vollenhoven (2008)           | Emma Francisca Catharina van Vollenhoven (2006) Pieter Anton Maurits Erik van Vollenhoven (2008)           | Emma Francisca Catharina van Vollenhoven (2006) Pieter Anton Maurits Erik van Vollenhoven (2008)           | Magali Margriet Eleonoor van Vollenhoven (2007) Eliane Sophia Carolina van Vollenhoven (2009) Willem Jan Johannes Pieter Floris van Vollenhoven (2013) | Magali Margriet Eleonoor van Vollenhoven (2007) Eliane Sophia Carolina van Vollenhoven (2009) Willem Jan Johannes Pieter Floris van Vollenhoven (2013) | Magali Margriet Eleonoor van Vollenhoven (2007) Eliane Sophia Carolina van Vollenhoven (2009) Willem Jan Johannes Pieter Floris van Vollenhoven (2013) | Magali Margriet Eleonoor van Vollenhoven (2007) Eliane Sophia Carolina van Vollenhoven (2009) Willem Jan Johannes Pieter Floris van Vollenhoven (2013) |